# Вайлант, Андрис
Андрис Вайлант (нидерл. Andries Vaillant), чья фамилия ошибочно пишется на французский манер Вайан или Вальян (1655 год, Рэйсел — 1693, Берлин) — фламандский художник и гравёр золотого века нидерландской живописи; младший брат Валлеранта Вайланта.

## Биография и творчество
Младший из пяти братьев-художников; ученик старшего брата Валлеранта. Предпочёл резец кисти. Приезжал в Париж, чтобы учиться резному искусству; затем уехал в Берлин к своему брату Жаку. Выгравировал два портрета по собственным рисункам. Умер в средних летах..